# Велебнув
Велебнув (пол. Wielebnów) — село в Польщі, у гміні Лопушно Келецького повіту Свентокшиського воєводства.
Населення — 333 особи (2011).
У 1975-1998 роках село належало до Келецького воєводства.

## Демографія
Демографічна структура на день 31 березня 2011 року:
|          | Загалом | Допрацездатний вік | Працездатний вік | Постпрацездатний вік |
| -------- | ------- | ------------------ | ---------------- | -------------------- |
| Чоловіки | 170     | 38                 | 115              | 17                   |
| Жінки    | 163     | 35                 | 97               | 31                   |
| Разом    | 333     | 73                 | 212              | 48                   |